# Gustave Gailhard
Pour les articles homonymes, voir Gailhard.
Gustave Gailhard, né le 24 juin 1872 à Carbonne et mort le 5 mars 1943, est un écrivain français, auteur de roman populaire.

## Biographie
En 1927, il entre à la Société des gens de lettres et chez Ferenczi & fils en tant que directeur de collection. Auteur prolifique, il écrit dans plusieurs genres littéraires : roman d'amour, roman policier, roman de cape et d'épée et roman d'aventures.

## Œuvre

### Romans
- Amrou B'ba, marchand d'esclaves, Ferenczi & fils (1924)

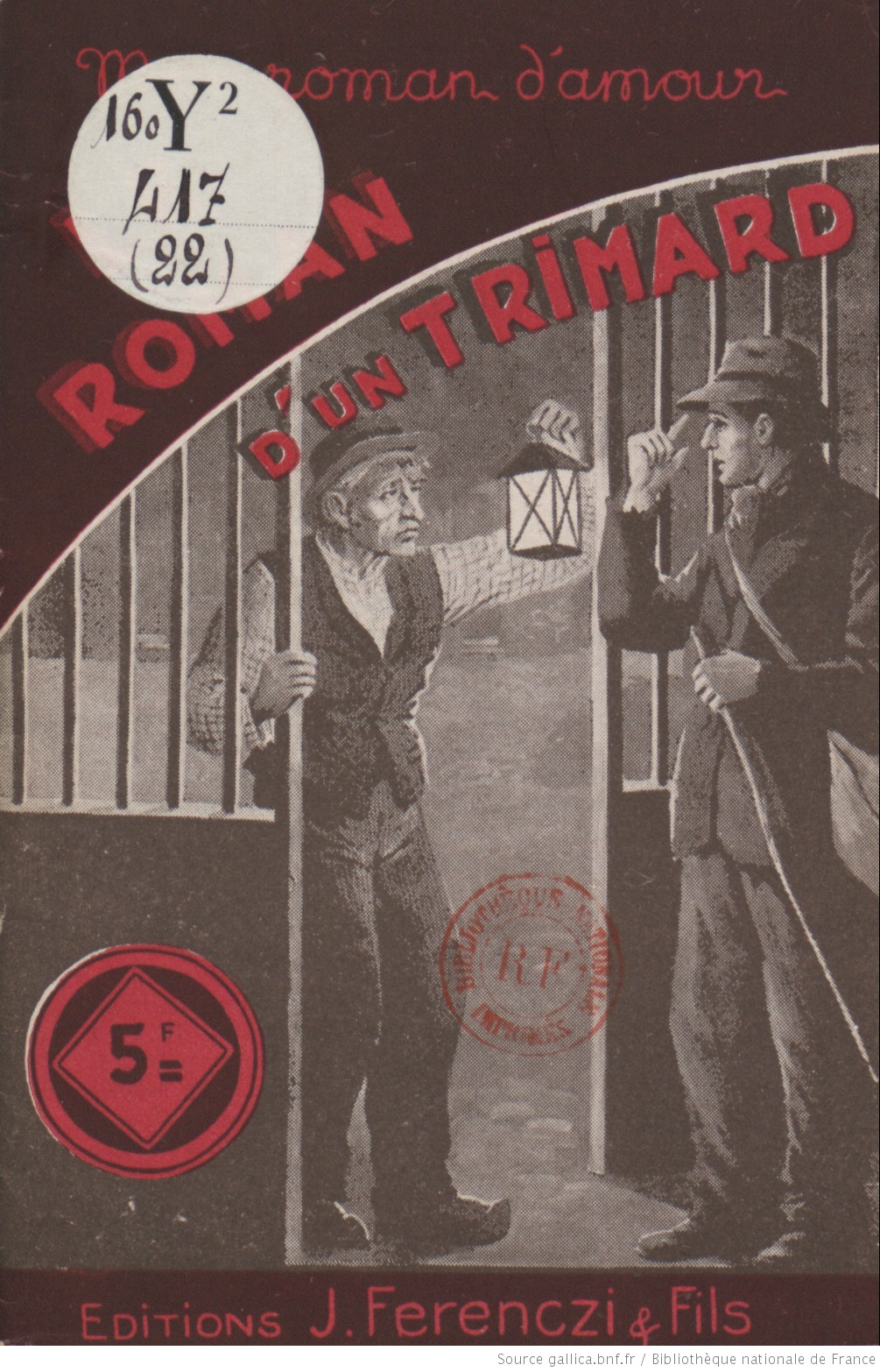
Couverture du Roman, d'un trimard

- La Démone, Librairie Arthème Fayard, coll. « Le Livre populaire » no 157 (1925)
- Au temps des bûchers, Éditions Baudinière (1926)
- Lluya, La fille des lacs, Librairie Arthème Fayard, coll. « Le Livre populaire » no 172 (1926)
- Le Festin des loups, Librairie Arthème Fayard, coll. « Le Livre populaire » no 188 1926)
- Les Griffes et le Cœur, Librairie Arthème Fayard, coll. « Le Livre populaire » no 211 (1927)
- Miserere, Librairie Arthème Fayard, coll. « Le Livre populaire » no 253 (1930)
- Les Compagnons de la cité fantôme, Librairie Arthème Fayard, coll. « Le Livre populaire » no 260 (1931)
- Le Château sans nom, Librairie Arthème Fayard, coll. « Le Livre populaire » no 266 (1931)
- La Suppliciée, Librairie Arthème Fayard, coll. « Le Livre populaire » no 272 (1931)
- Le Pays de la folie, La Nouvelle Revue Critique, coll. « L'Épervier » no 15 (1931)
- L'Irréparable, Librairie Arthème Fayard, coll. « Les Maîtres du roman populaire » no 401 (1931)
- Pour le cœur de Gracieuse, Librairie Arthème Fayard, coll. « Les Maîtres du roman populaire » no 408 (1931)
- L'Or florentin, Librairie Arthème Fayard, coll. « Le Livre populaire » no 282 (1932)
- Pour sauver le reine, Librairie Arthème Fayard, coll. « Le Livre populaire » no 295 (1933)
- La Femme au pistolet, Librairie Jules Tallandier, coll. « Le Livre national » no 910 (1933)
- La Police en alerte, Ferenczi & fils, coll. « Crime et Police » no 1 (1933), réédition Ferenczi & fils, coll. « Le Verrou » no 14 (1951)
- Le Monde de la cambriole, Ferenczi & fils, coll. « Crime et Police » no 10 (1933), réédition Ferenczi & fils, coll. « Le Verrou » no 18 (1951)
- Le Secret de la vieille louve, Ferenczi & fils, coll. « Voyages et Aventures » no 49 (1933)
- Mazeppa, Librairie Arthème Fayard, coll. « Le Livre populaire » no 303 (1934)
- Je vous ai revue !, Ferenczi & fils (1934)
- Dette de sang, Ferenczi & fils (1934)
- Qui a tué l'enfant ?, Ferenczi & fils, coll. « Crime et Police » no 25 (1934), réédition Ferenczi & fils, coll. « Le Verrou » no 22 (1951)
- La Revanche du bagnard, Ferenczi & fils, coll. « Crime et Police » no 54 (1934)
- Les Traces du vampire, Ferenczi & fils, coll. « Crime et Police » no 62 (1934), réédition Ferenczi & fils, coll. « Le Verrou » no 33 (1951)
- Un homme sans nom, Ferenczi & fils, coll. « Le Petit Roman » no 363 (1934)
- Péché de jeunesse, Ferenczi & fils, coll. « Le Petit Roman » (1934)
- La Hussarde, Ferenczi & fils (1935)
- Puisque je suis mort, Ferenczi & fils, coll. « Crime et Police » no 101 (1935), réédition Ferenczi & fils, coll. « Le Verrou » no 2 (1950)
- La Seconde Mort de Marc Bigle, Ferenczi & fils, coll. « Crime et Police » no 110 (1935), réédition Ferenczi & fils, coll. « Le Verrou » no 6 (1950)
- Le Sachet de joyaux, Ferenczi & fils, coll. « Crime et Police » no 127 (1935)
- L'Héritage de Lord Gladstone, Ferenczi & fils, coll. « Crime et Police » no 134 (1935)
- La Séquestrée, Ferenczi & fils, coll. « Crime et Police » no 138 (1935)
- Ici repose : un joli rêve, Ferenczi & fils, coll. « Le Roman d'amour illustré » no 179 (1935)
- La Cité fantôme, Ferenczi & fils, coll. « Voyages et Aventures » no 60 (1935)
- Torture secrète, Ferenczi & fils (1935)
- Dernière mort pour Marc Bigle, Ferenczi & fils, coll. « Crime et Police » no 143 (1936), réédition Ferenczi & fils, coll. « Le Verrou » no 10 (1951)
- L'Otage d'amour, Ferenczi & fils, coll. « Le Petit Roman » no 439 (1936)
- Entre l'amour et la mort, Ferenczi & fils, coll. « Le Petit Roman » no 476 (1936)
- Le Dernier Mot du cœur, Ferenczi & fils, coll. « Le Petit Roman » no 494 (1936)
- Gaieté-Jeunesse-Amour, Ferenczi & fils, coll. « Le Roman d'amour illustré » no 220 (1936)
- Le Secret du paria, Ferenczi & fils, coll. « Voyages et Aventures » no 131 (1936)
- Le Jeune Joueur d'orgue, Ferenczi & fils (1936)
- Cœur d'Andalouse, Ferenczi & fils, coll. « Le Roman d'amour illustré » no 225 (1936)
- La Dame des neiges, Ferenczi & fils, coll. « Voyages et Aventures » no 174 (1936)
- Les Yeux du fauve, Éditions Baudinière, coll. « Les Romans policiers » (1936)
- Le Sourire d'une femme, Ferenczi & fils, coll. « Le Petit Roman » no 526 (1937)
- Cœur de Pierrette, Ferenczi & fils, coll. « Le Petit Roman » no 547 (1937)
- L'Affaire du yacht "Poséidon", Éditions Baudinière, coll. « Les Romans policiers » (1937)
- L'Homme sans visage, Éditions Baudinière, coll. « Les Romans policiers » (1937)
- La Mystérieuse Captive, Le Petit Livre (1937)
- La Sultane amoureuse, Ferenczi & fils, coll. « Le Roman d'amour illustré » no 272 (1937), réédition Ferenczi & fils (1948)
- Reine de cœur, Ferenczi & fils, coll. « Le Livre épatant » no 595 (1937), réédition Librairie Jules Tallandier, coll. « Romans de cape et d'épée » nouvelle série no 7 (1938)
- Le Philtre d'amour, Ferenczi & fils, coll. « Le Roman d'amour illustré » no 354 (1938)
- Un cœur et un million, Ferenczi & fils, coll. « Le Petit Roman » no 648 (1938)
- La Fille du bandit, Ferenczi & fils, coll. « Le Petit Roman » no 657 (1938)
- Un cadavre sur une route, Ferenczi & fils, coll. « Police et Mystère » no 318 (1938)
- Le Lac des mirages, Ferenczi & fils, coll. « Voyages et Aventures » no 287 (1938)
- Le Nid du diable, Ferenczi & fils, coll. « Le Livre épatant » no 612 (1938)
- L'Homme sans visage, La Tache de sang (1938)
- Le Secret du Masque de fer, Librairie Jules Tallandier, coll. « Romans de cape et d'épée » nouvelle série no 21 (1938)
- La Fille à la rose, Librairie Jules Tallandier, coll. « Le Livre de Poche » nouvelle série no 36 (1938)
- La Reine des sables, Librairie Jules Tallandier, coll. « Le Livre de Poche » nouvelle série no 76 (1940)
- L'Auberge des trois pendus, Librairie Jules Tallandier, coll. « Romans de cape et d'épée » nouvelle série no 64 (1941)
- Le Mystérieux V, Éditions du livre moderne, coll. « Mon roman policier » no 4 (1942)
- Après la haine, Éditions du livre moderne (1944)
- Devant le coffre-fort, Éditions du livre moderne, coll. « Mon roman policier » no 10 (1944)
- L'École des fiancés, Éditions du livre moderne (1945)
- Le Roman d'un trimard, Ferenczi & fils (1946)

## Jugement critique sur l'œuvre
Gilles Nélod écrit "Gustave Gailhard, comme Albert Bonneau, a ouvert l’éventail des époques et des lieux. Ses romans, souvent longs, assez mal bâtis, cherchent les situations paroxystiques, les supplices atroces, les amours impossibles. " 

## Sources
: document utilisé comme source pour la rédaction de cet article.
- Claude Mesplède (dir.), Dictionnaire des littératures policières, vol. 1 : A - I, Nantes, Joseph K, coll. « Temps noir », 2007, 1054 p. (ISBN 978-2-910-68644-4, OCLC 315873251), p. 804-805